# Сі Айхуа
Сі Айхуа  (кит.: 奚 爱华, 27 січня 1982) — китайська веслувальниця, олімпійська чемпіонка.

## Виступи на Олімпіадах
| Олімпіада  | Дисципліна     | Місце |
| ---------- | -------------- | ----- |
| Пекін 2008 | четвірка парна | 1     |